# 제이 스톰

주식회사 제이스톰(J Storm Inc.)은 일본의 레코드 회사이다. 대표 이사 사장은 후지시마 쥬리 케이코이다.

## 개요
2006년, 내부 레이블로 KAT-TUN의 프라이빗 레이블 〈J-One Records〉가 설립.
현재는 Hey! Say! JUMP나 TOKIO가 소속해 있다.

## 소속 아티스트

### J Storm
- 아라시
- Hey! Say! JUMP
- TOKIO
- 나니와단시

### J-One Records
- KAT-TUN

### INFINITY RECORDS
- 칸쟈니∞

## 레이블
- J Storm - 메인 레이블.
- J-One Records - KAT-TUN의 프라이빗 레이블.
- INFINITY RECORDS - 칸쟈니∞의 프라이빗 레이블.
- Johnny's Entertainment Record - 전 쟈니즈 엔터테인먼트.

## 영상 작품
- JAILBREAKERS - 마츠오카 마사히로 주연 무대의 영상 작품.

## 같이 보기
- 쟈니즈 사무소
- 제이드림
- 쟈니즈 엔터테인먼트